# Cycas szechuanensis
Cycas szechuanensis C.Y.Cheng, W.C.Cheng & L.K.Fu, 1995 è una pianta appartenente alla famiglia delle Cycadaceae, endemica della Cina.

## Descrizione
È una cicade con fusto arborescente o acaulescente, alto sino a 0-2 m e con diametro di 15-25 cm.
Le foglie, pennate, lunghe 120-380 cm, sono disposte a corona all'apice del fusto e sono rette da un picciolo lungo 50-130 cm; ogni foglia è composta da 90-220 paia di foglioline lanceolate, con margine intero, lunghe mediamente 23-44 cm, di colore verde scuro, inserite sul rachide con un angolo di 80°.
È una specie dioica con esemplari maschili che presentano microsporofilli disposti a formare strobili terminali ed esemplari femminili con macrosporofilli che si trovano in gran numero nella parte sommitale del fusto, con l'aspetto di foglie pennate che racchiudono gli ovuli, in numero di 4-8.

## Distribuzione e habitat
È diffusa nel Fujian orientale, in Cina.

L'epiteto specifico szechuanensis, e cioè "originaria di Sichuan", fu dato a causa della supposizione errata che la specie era nativa della regione nella quale venne collezionato il tipo nomenclaturale.
Prospera in foreste chiuse umide.

## Tassonomia
Sono state descritte 2 sottospecie:
- Cycas szechuanensis subsp. fairylakea
- Cycas szechuanensis subsp. szechuanensis

## Conservazione
La IUCN Red List classifica C. szechuanensis come specie in pericolo critico di estinzione (Critically Endangered).

La specie è inserita nella Appendice II della Convention on International Trade of Endangered Species (CITES).